# 北池袋出入口
北池袋出入口（きたいけぶくろでいりぐち）は、東京都豊島区にある首都高速道路5号池袋線の出入口である。
竹橋JCT方面の出入口のみ設置されているハーフインターチェンジである。

## 歴史
1969年に5号線の一期工事完成に伴い開業。北池袋出入口には川越街道と山手通りがあるため、出口を先頭にした慢性的な渋滞が発生する箇所となった。開通初日には最高2.6kmの渋滞ができたことが報じられている。この渋滞箇所は1977年に二期工事が完成するまで解消されなかった。

## 接続する道路
- 国道254号
- 山手通り（東京都道317号環状六号線）

## 周辺
- 北池袋駅
- 下板橋駅

## 隣
首都高速5号池袋線
(507,508)東池袋出入口 - (509)北池袋出入口 - 熊野町JCT - 板橋JCT - (511,512)板橋本町出入口